# Ribcassettevloer

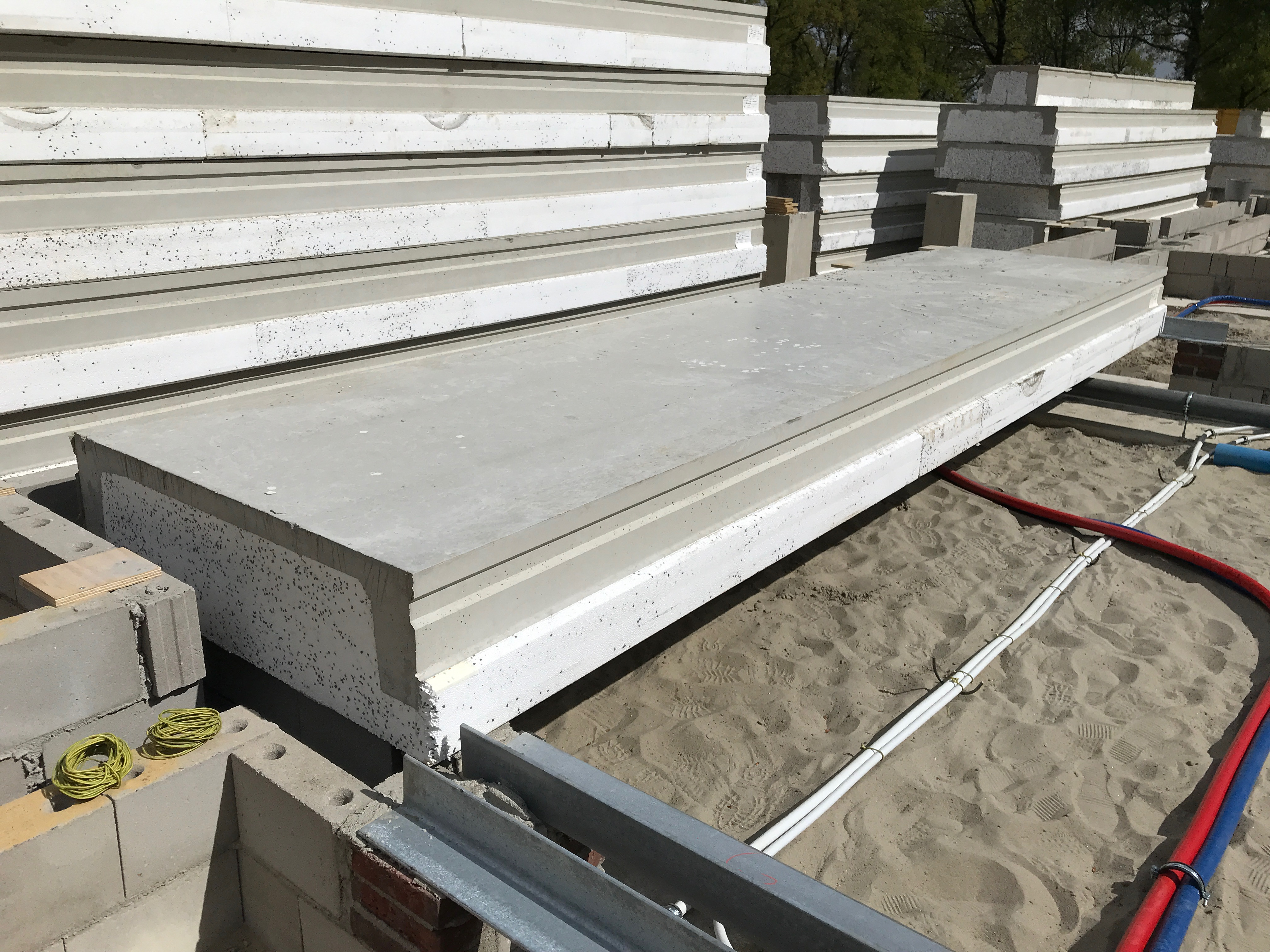
Ribcassettevloer die wordt aangelegd in Beekbergen

Een ribcassettevloer ook wel ribbenvloer of cassettevloerplaat genoemd, is een systeemvloer die is opgebouwd als een betonnen vloer van prefab beton met aan de bovenzijde een dunne betonplaat van voorgespannen beton, dikkere zijribben en een isolerende onderzijde van polystyreenschuim (PS) of geëxpandeerd polystyreen (EPS). De ribcassettevloer wordt toegepast als begane grondvloer in de woningbouw en lichte utiliteitsbouw. De ribcassettevloer wordt vaak vergeleken met de broodjesvloer, echter is het verschil dat de broodjesvloer bestaat uit in het werk gestort beton.